# Herbert Moll
Herbert Moll (* 13. Dezember 1916; † 10. Februar 2002), auch „Bertl“ genannt, war ein deutscher Fußballspieler, der von 1931 bis 1951 für den FC Bayern München als Spieler und von Ende 1954 bis zum Ende der Saison 1955/56 als Trainer aktiv war und dabei Abstieg und Wiederaufstieg der Bayern begleitete.

## Karriere
Moll schloss sich 1931, gemeinsam mit Jakob Streitle, als Jugendlicher dem FC Bayern München an. Für die 1. Mannschaft gab er sein Debüt am 11. Mai 1935 bei der 1:2-Niederlage im Freundschaftsspiel gegen den SV Waldhof Mannheim. Gemeinsam mit Wilhelm Simetsreiter und Ludwig Goldbrunner gehörte er dem Kader der Mannschaft an, die in Berlin am olympischen Fußballturnier teilnahm und im Viertelfinale mit 0:2 gegen Norwegen ausschied; ein Einsatz blieb ihm allerdings verwehrt. Ebenso der Sprung in die A-Nationalmannschaft, zu der er für die Begegnung gegen Ungarn (2:3 in Budapest am 15. März 1936) eingeladen wurde, aber wegen einer Meniskusverletzung absagen musste.
Den vom DFB in der Saison 1949/50 veranstalteten Länderpokal, dem Pokalwettbewerb für Auswahlmannschaften der Landesverbände – an dem erst- und letztmals Vertragsspieler spielberechtigt waren – gewann er mit der Auswahl Bayerns am 19. März 1950 vor 89.000 Zuschauern in Stuttgart gegen die Auswahl der Pfalz mit 2:0.
In den Oberliga-Spielzeiten absolvierte Moll 151 Spiele und erzielte dabei drei Tore. Sein letztes Spiel bestritt er am 29. April 1951 (34. Spieltag) beim 2:0-Sieg im Heimspiel gegen die SpVgg Fürth.
Nach dem Rauswurf des kurzlebigen englischen Trainers David Davison im November 1950 betreute er gemeinsam mit dem ehemaligen Spieler Simon und Konrad Heidkamp die Mannschaft bis zum Saisonende.
Mit dem FC Bayern ging es einstweilen munter bergab. Der zu Beginn der Saison 1954/55 neu verpflichtete Trainer Georg Knöpfle – 1961 Pokalsieger mit dem SV Werder Bremen und 1964 mit dem 1. FC Köln erster Bundesligameister – wurde nach dem 14. Spieltag nur wenige Tage vor Weihnachten entlassen. Bayern machte nun Bertl Moll zum neuen Trainer mit der Aufgabe, den mit vier Punkten Rückstand auf den rettenden 14. Platz auf dem 16. und damit letzten Platz lungernden FC Bayern vor dem ersten Abstieg der Vereinsgeschichte zu bewahren. Sein vormaliger Mitspieler, der Nationalspieler Jakob „Jakl“ Streitle – mittlerweile Jugendtrainer beim Bayerischen Fußball-Verband – sollte ihn, so weit es ihm seine Verpflichtungen beim BFV erlaubten, dabei unterstützen. Bis Ende Januar verdoppelten die Bayern zwar die Anzahl ihrer Siege auf sechs und verdreifachten bis zum Saisonende ihre Unentschieden auf drei, doch die Sache ging in die Hose und nach dem 32. Spieltag waren die Bayern mit elf Punkten Rückstand auf den 14. Platz weiterhin Letzter. Streitle selber spielte dabei noch sieben Mal für die Bayern.
In der darauf folgenden Saison führte Bertl Moll die Mannschaft durch die Saison 1955/56 in der II. Division. Bayern beendete die Saison als Zweiter und stieg damit umgehend wieder auf. Zu neuen Saison in der Oberliga wurde der Österreicher Willibald Hahn neuer Trainer der Bayern und gewann mit ihnen im Dezember 1957 den DFB-Pokal 1958. Zumindest anfänglich blieb Moll als dessen Assistent beim Verein. Nachdem Hahn Ende Februar 1958 von den Bayern beurlaubt wurde, übernahm Moll im März für die letzten sechs Oberligaspiele noch einmal das Training bei den Bayern und führte die Mannschaft in dieser Zeit von Platz zwölf auf Platz sieben in der Tabelle. Zur Saison 1958/69 übernahm der Österreicher Adolf Patek die Übungsleitung beim FC Bayern und wurde Vierter mit ihnen.

## Erfolge
- Länderpokal-Sieger 1950 (mit dem Landesverband Bayern)

## Sonstiges
Moll wurde später zum Ehrenspielführer und Ehrenmitglied des FC Bayern München ernannt. Der Dozent an der Akademie für Graphik und Buchdruck starb 85-jährig am 10. Februar 2002 nach schwerer Krankheit.